# 숨겨진 검, 오니노츠메
숨겨진 검, 오니노츠메(隠し剣 鬼の爪, The Hidden Blade)는 일본에서 제작된 야마다 요지 감독의 2004년 멜로/로맨스, 드라마 영화이다. 나가세 마사토시 등이 주연으로 출연하였고 후카자와 히로시 등이 제작에 참여하였다.

## 출연

### 주연
- 나가세 마사토시
- 마츠 다카코
- 요시오카 히데타카
- 오자와 유키요시
- 타바타 토모코
- 다카시마 레이코

### 조연
- 바이쇼 치에코
- 타나카 쿠니
- 미츠모토 사치코
- 타나카 민
- 코바야시 넨지
- 오가타 켄

## 제작진
- 원작자: 후지사와 슈우헤이
- 미술: 니시오카 요시노부